# Dilnigar Ilhamjan
Dilnigar Ilhamjan (uigurisch دىلنىگار ئىلھامجان, chinesisch 迪妮格尔·衣拉木江, Pinyin Dínīgé’ěr  Yīlāmùjiāng; * 3. Mai 2001 in Altay, Xinjiang) ist eine chinesische Skilangläuferin uigurischer Abstammung.

## Werdegang
Ilhamjan startete erstmals bei der Tour de Ski 2018/19 im Weltcup und belegte dabei die Plätze 74 und 67 im Sprint und den 70. Rang über 10 km Freistil. Bei den Nordischen Junioren-Skiweltmeisterschaften 2019 in Lahti lief sie auf 26. Platz über 5 km Freistil und auf den 13. Rang mit der Staffel. In der Saison 2019/20 wurde sie Zehnte in der Gesamtwertung des Australia/New-Zealand-Cups und kam bei den Nordischen Junioren-Skiweltmeisterschaften 2020 in Oberwiesenthal auf den 28. Platz im Sprint, auf den 16. Rang im 15-km-Massenstartrennen und auf den fünften Platz über 5 km klassisch. Im Dezember 2020 holte sie in Davos mit dem 19. Platz über 10 km Freistil ihre ersten Weltcuppunkte. Im Februar 2021 lief sie bei den Nordischen Junioren-Skiweltmeisterschaften in Vuokatti auf den 32. Platz im Sprint, auf den 12. Rang im 15-km-Massenstartrennen und auf den sechsten Platz über 5 km Freistil und bei den Nordischen Skiweltmeisterschaften in Oberstdorf auf den 41. Platz über 10 km Freistil und zusammen mit Bayani Jialin auf den 13. Rang im Teamsprint.
Ilhamjan zählt zur Minderheit der Uiguren. Bei Eröffnung der Olympischen Winterspiele 2022 in Peking entzündete sie gemeinsam mit dem Nordischen Kombinierer Zhao Jiawen das olympische Feuer. Ihre Auswahl als Fackelträgerin sorgte vor dem Hintergrund ihrer ethnisch-uigurischen Herkunft und der Verfolgung und Umerziehung der Uiguren in China international für politische Kontroversen. Der Volksrepublik China wurde dabei eine propagandistische Absicht durch die Auswahl Ilhamjans vorgeworfen. Ihre beste Platzierung dort war der 43. Platz im Skiathlon. Bei den folgenden U23-Weltmeisterschaften in Lygna lief sie auf den 36. Platz im Sprint, auf den 25. Rang über 10 km klassisch und auf den 13. Platz mit der Mixed-Staffel.

## Teilnahmen an Weltmeisterschaften und Olympischen Winterspielen

### Olympische Spiele
- 2022 Peking: 43. Platz 15 km Skiathlon, 56. Platz Sprint Freistil, 56. Platz 10 km klassisch, 60. Platz 30 km Freistil Massenstart

### Nordische Skiweltmeisterschaften
- 2021 Oberstdorf: 13. Platz Teamsprint Freistil, 41. Platz 10 km Freistil
- 2025 Trondheim: 14. Platz Staffel, 47. Platz Sprint Freistil, 55. Platz 10 km klassisch